# Bolitoglossa mulleri
Bolitoglossa mulleri é uma espécie de anfíbio caudado pertencente à família Plethodontidae, sub-família Plethodontinae.